# 13. červen
13. červen je 164. den roku podle gregoriánského kalendáře (165. v přestupném roce). Do konce roku zbývá 201 dní. Svátek slaví Antonín.

## Události

### Česko
- 1897 – Společnost Elektrická dráha Smíchov – Košíře zahájila provoz elektrické tramvaje.
- 1922 – Na základě Zákona č. 188/1922 Sb. byla založena polostátní Československá plavební akciová společnost Labská.
- 1936 – Zastupitelé města Brna jmenovali 10. června nově zvoleného prezidenta Edvarda Beneše čestným občanem města Brna. Tento titul mu předali dnes při jeho první oficiální prezidentské návštěvě moravské metropole.
- 1958 – Polsko a Československo podepsaly smlouvu o úpravě hranic, která měla s konečnou platností dořešit jejich pohraniční spory.
- 1968 – Pražské jaro 1968: Vláda vydala nařízení č. 70/1968 Sb., kterým opětovně uznala existenci Řeckokatolické církve v Československu.
- 2002 – Při důlním neštěstí na Dole Doubrava v Orlové zahynul 1 horník a 15 jich bylo zraněno.
- 2003 – První den referenda o vstupu České republiky do Evropské unie.
- 2006 – Koncert americké hudební skupiny Guns N' Roses v pražské Sazka areně.
- 2013 – Vypukla Kauza Nagyová, Útvar pro odhalování organizovaného zločinu zatýkal v nejvyšších patrech české politiky: vrchní ředitelku Sekce kabinetu předsedy vlády Janu Nagyovou, vedoucího Úřadu vlády Lubomíra Poula, ředitele Vojenského zpravodajství Milana Kovandu, bývalého ministra zemědělství Ivana Fuksu, bývalého náměstka ministra zemědělství Romana Bočka, bývalého poslance Petra Tluchoře a ředitele Správy státních hmotných rezerv Ondreje Páleníka.
- 2019 – V Praze a Havlíčkově Brodu začalo Mistrovství světa v softballe mužů.

### Svět
- 0313 – Milánský edikt, vydaný Konstantinem Velikým a spoluvladařem Valeriem Liciniem, zaručující náboženskou svobodu v celé říši Římské, je vyhlášen v Nicomedii
- 1381 – Během anglického rolnického povstání vtrhli rolničtí povstalci, vedení Watem Tylerem, do Londýna
- 1625 – Anglický král Karel I. Stuart si bere v Canterbury francouzskou katolickou princeznu Henriettu Marii.
- 1774 – Rhode Island se stal první britskou kolonií v Severní Americe, jež zakázala dovoz otroků.
- 1855 – Premiéra dvacáté Verdiho opery Sicilské nešpory v Paříži
- 1878 – Započal Berlínský kongres, který řešil uspořádání na Balkáně po Rusko-turecké válce.
- 1898 – Vydělením ze Severozápadních teritorií vzniklo teritorium Yukon s hlavním městem Dawson.
- 1911 – Stravinského balet Petruška má premiéru v Paříži
- 1919 – Maďarsko-československá válka: československé jednotky zvítězily v bitvě o Zvolen.
- 1934 – Adolf Hitler a Benito Mussolini se setkali v Benátkách v Itálii.
- 1974 – Ve Frankfurtu nad Mohanem bylo zahájeno mistrovství světa ve fotbale.
- 1995 – Francouzský prezident Jacques Chirac oznámil opětovné zahájení testů jaderných zbraní na Francouzské Polynésii.

## Narození

### Česko

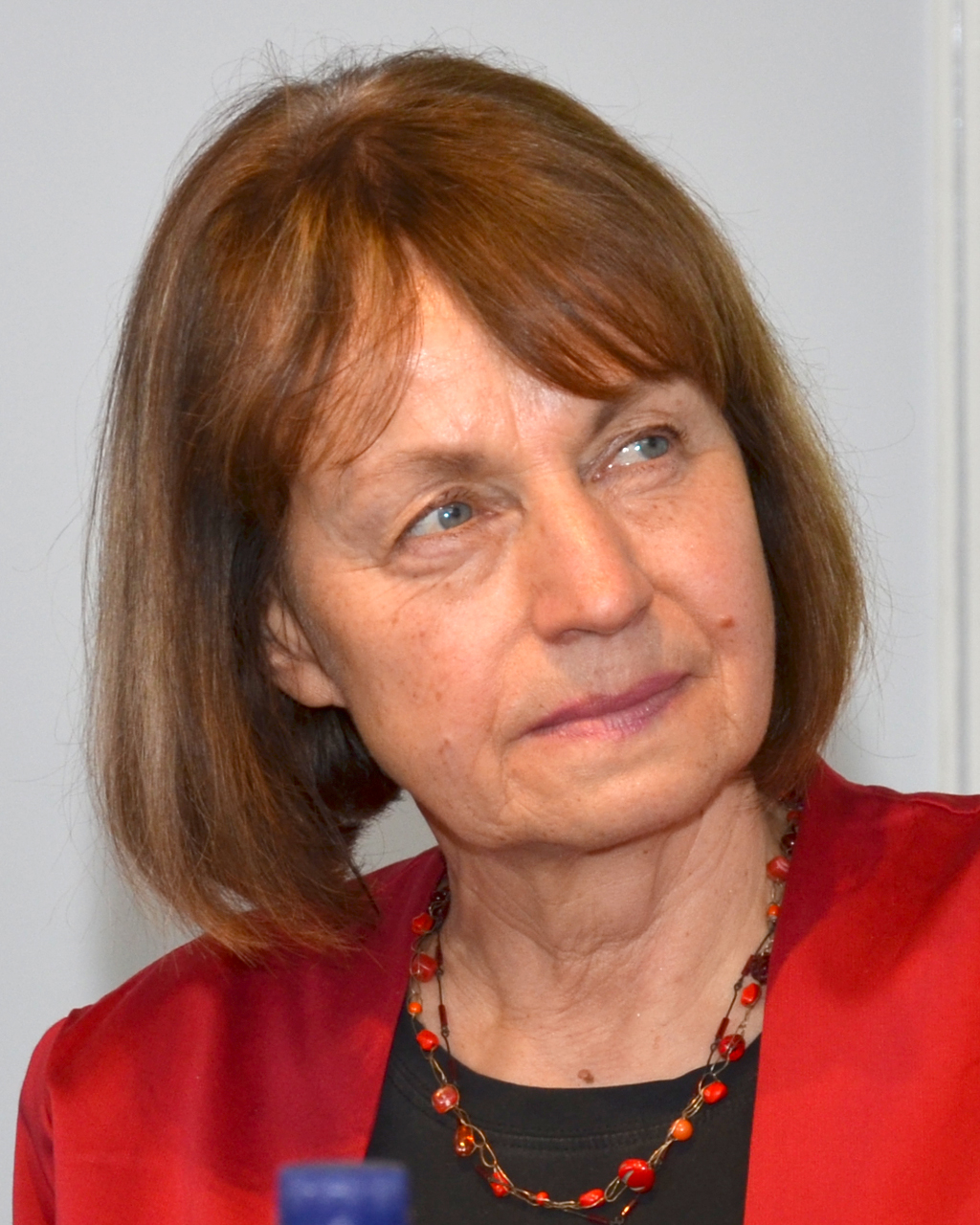
Iva Procházková (* 1953)

- 1595 – Jan Marcus Marci, lékař, fyzik a matematik († 10. dubna 1667)
- 1604 – Adam Pavel Slavata, šlechtic († 2. července 1657)
- 1672 – Anna Marie Františka Toskánská, šlechtična († 15. října 1741)
- 1761 – Antonín Vranický, hudební skladatel a houslista († 6. srpna 1820)
- 1791 – Antonín Langweil, tvůrce modelu Prahy († 11. června 1837)
- 1795 – Joseph Alois von Helm, rektor olomoucké univerzity a starosta Olomouce († 17. září 1849)
- 1801 – Josef Kranner, architekt († 19. října 1871)
- 1809 – Franz Anton II. von Thun und Hohenstein, rakouský a český šlechtic, podporovatel umění a politik († 22. listopadu 1870)
- Roman Zach (* 1973)1834

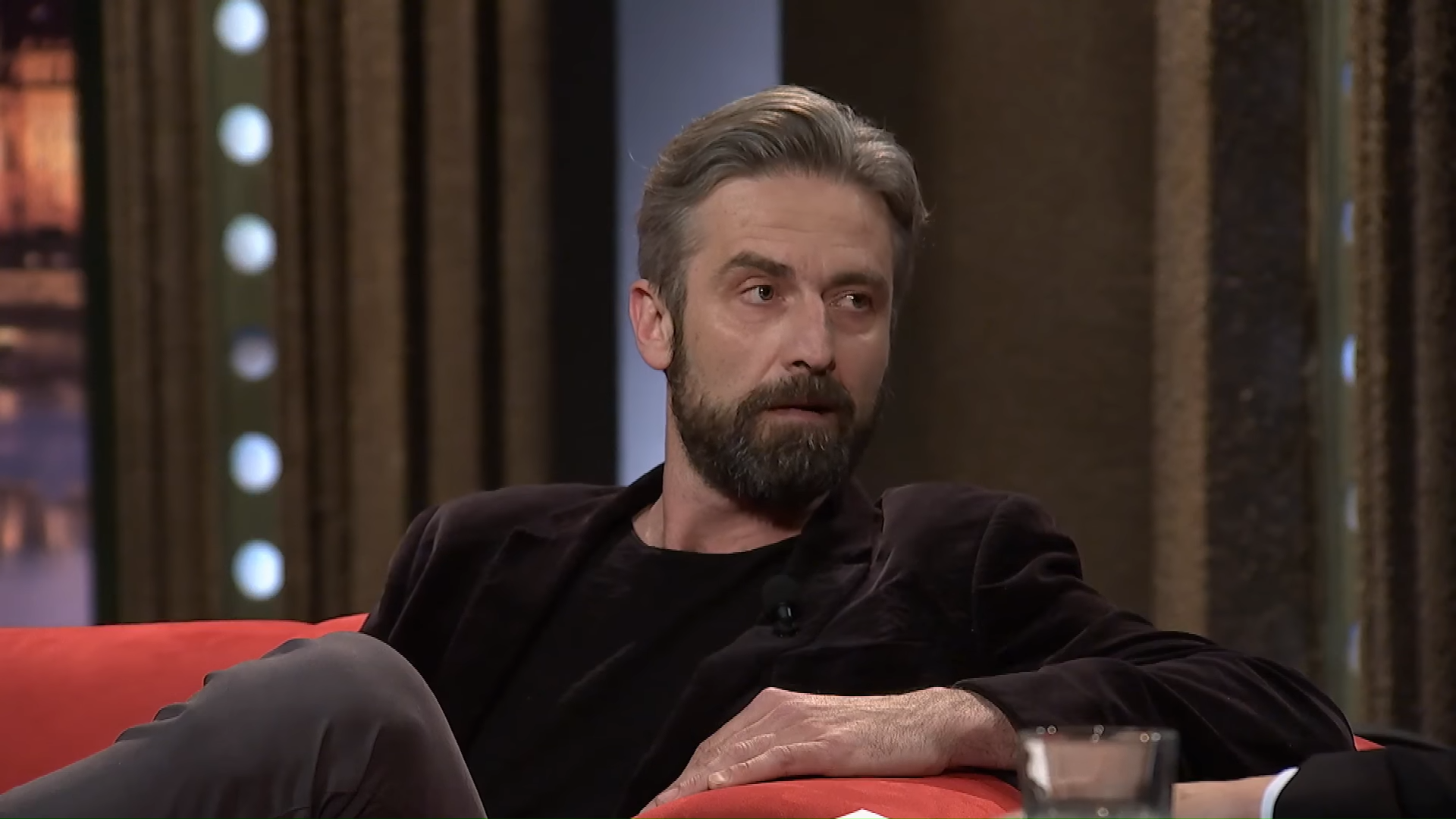
Roman Zach (* 1973)

  - Antonín Javůrek, hudební skladatel († 15. října 1887)
  - Karel Schindler, lesnický odborník, pedagog a politik († 12. června 1905)
- 1847 – Vilém Kurz starší, spisovatel a politik († 6. března 1902)
- 1870 – Josef Ullmann, malíř, krajinář († 31. května 1922)
- 1872 – Eduard Löhnert, československý politik německé národnosti († 31. března 1937)

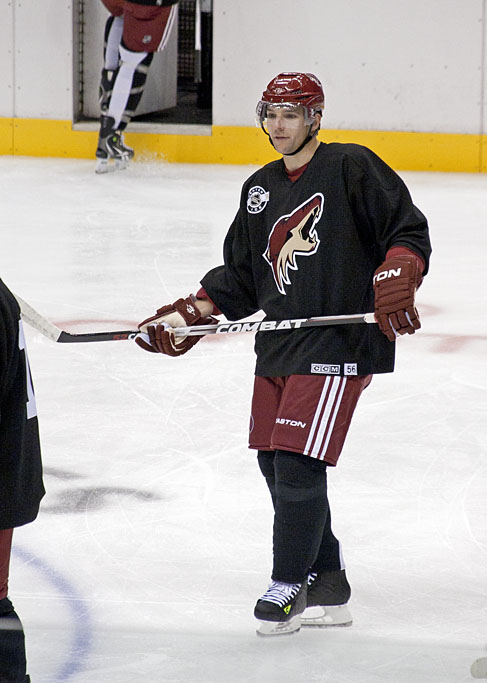
Radim Vrbata (* 1981)

- Radim Vrbata (* 1981)1877 – Antoš Frolka, moravský malíř († 8. června 1935)
- 1880
  - Antonín Anděl, hudební skladatel († ?)
  - Edmund Bačinský, československý politik rusínské národnosti († 1947)
- 1881 – Otakar Španiel, sochař, řezbář a medailér († 15. února 1955)
- 1884 – Petr Zenkl, primátor Prahy, ministr, předseda Rady svobodného Československa († 3. listopadu 1975)
- 1885 – Antonín Ausobský, architekt († 13. června 1957)
- 1890 – Antonín Friedl, historik umění († 5. listopadu 1975)
- 1895 – Theodor Pištěk, divadelní a filmový herec († 5. srpna 1960)
- 1905 – František Bartoš, hudební skladatel († 21. května 1973)
- 1907 – Alfréd Piffl, architekt († 26. června 1972)
- 1909 – Vladimír Neff, spisovatel († 2. července 1983)
- 1923
  - Jiří Stárek, dirigent († 25. září 2011)
  - Antonie Hofmanová, katechetka, členka sekulárního františkánského řádu, katolická disidentka a politická vězeňkyně († 16. června 2009)
- 1926
  - Ladislav Bumba, politický vězeň komunistického režimu († 11. února 2009)
  - Jan Bureš, neurovědec, člen Národní akademie věd USA († 24. srpna 2012)
- 1929 – Ladislav Menzel, filosof († 11. července 1978)
- 1931 – Věra Suková, tenistka († 13. května 1982)
- 1932 – Jaroslav Fryčer, romanista, literární kritik a teoretik († 26. září 2006)
- 1936 – Helena Růžičková, herečka († 4. ledna 2004)
- 1938 – Přemek Podlaha, moderátor a publicista († 23. prosince 2014)
- 1940 – Václav Hrabě, básník († 5. března 1965)
- 1942 – Antonín Gondolán, romský hudebník, kontrabasista, hudební skladatel a zpěvák
- 1943 – Karla Chadimová, česká herečka
- 1945 – Jiří Kuthan, historik a historik umění
- 1946 – Josef Šilhavý, atlet, diskař, olympionik a trenér
- 1947 – Slavomil Hubálek, psycholog a sexuolog († 12. března 2013)
- 1950 – Antonín Jančařík, speleolog († 25. listopadu 2018)
- 1953 – Iva Procházková, spisovatelka
- 1973 – Roman Zach, herec
- 1974 – Jiří Vyorálek, herec
- 1975 – Michal Kavalčík, herec, komik a zpěvák
- 1981 – Radim Vrbata, lední hokejista
- 1990 – Jakub Zedníček, herec a moderátor († 1. ledna 2018)
- 1991 – Tomáš Staněk, atlet, koulař

### Svět

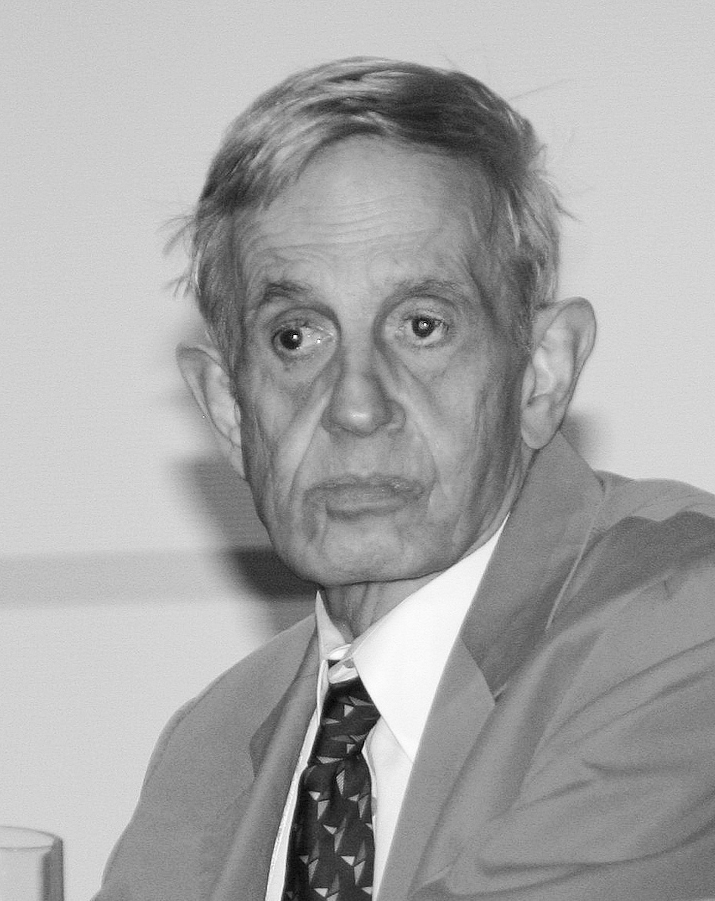
John Forbes Nash (* 1928)

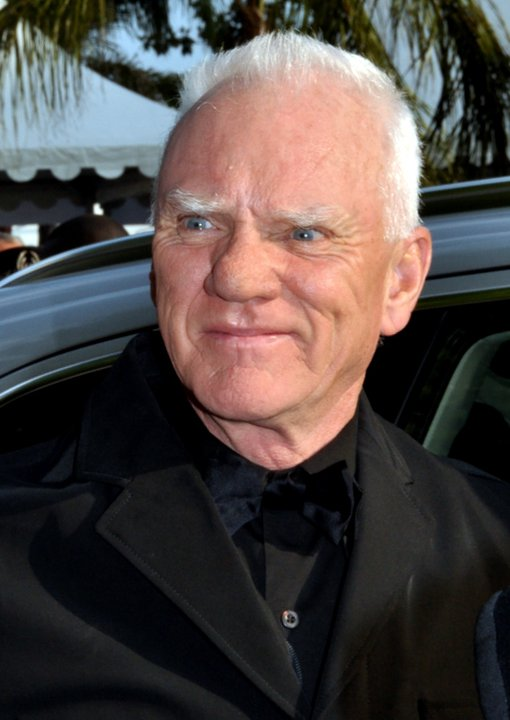
Malcolm McDowell (* 1943)

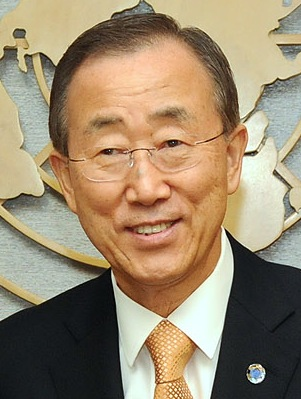
Pan Ki-mun (* 1944)

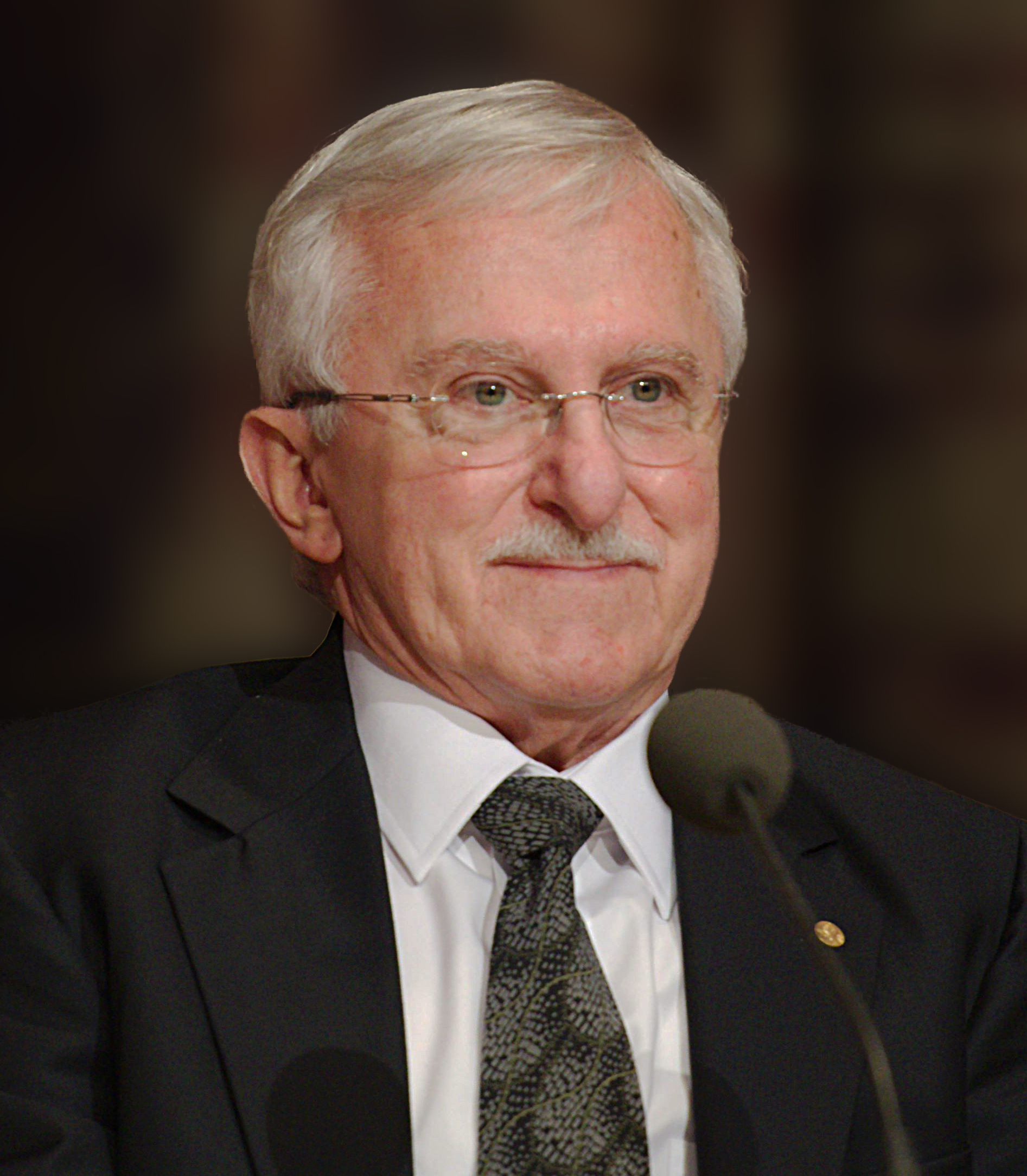
Paul Modrich (* 1946)

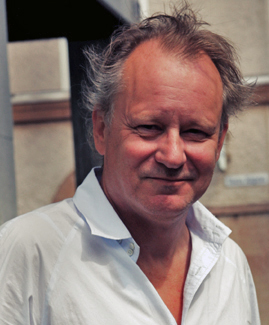
Stellan Skarsgård (* 1951)

- 0823 – Karel II. Holý, římský císař a západofranský král († 6. října 877)
- 1430 – Beatrix Portugalská, portugalská infantka († 30. září 1506)
- 1522 – Žofie Jagellonská, polská princezna, vévodkyně brunšvická († 28. května 1575)
- 1580 – Willebrord Snellius, nizozemský matematik a fyzik († 30. října 1626)
- 1584 – Musaši Mijamoto, japonský šermíř († 1645)
- 1692 – Joseph Highmore, anglický malíř období rokoka († březen 1780)
- 1747 – Filip Antonín Španělský, nejstarší syn španělského krále Karla III. († 19. září 1777)
- 1750 – James Burney, anglický kontradmirál († 17. listopadu 1821)
- 1752 – Frances Burney, anglická spisovatelka († 6. ledna 1840)
- 1765 – Anton Eberl, rakouský hudební skladatel a klavírista († 11. března 1807)
- 1768 – Peter von Vécsey, rakouský generál († 21. června 1809)
- 1773 – Thomas Young, britský polyhistor († 1829)
- 1786 – Winfield Scott, americký generál z Mexicko-americké války († 29. května 1866)
- 1792 – Anton Stefan von Martini, rakouský admirál († 28. prosince 1861)
- 1805 – Svatý Benild, salesiánský řeholník, katolický světec († 13. srpna 1862)
- 1816 – Gustav Freytag, německý romanopisec, dramatik a politik († 30. dubna 1895)
- 1827 – Alberto Henschel, německo-brazilský fotograf († 30. června 1882)
- 1831 – James Clerk Maxwell, britský fyzik († 5. listopadu 1879)
- 1839 – Modest Urgell, zvaný Katúfol, katalánský malíř a autor komedií († 3. dubna 1919)
- 1840 – Oskar Höcker, německý herec, spisovatel a dramatik († 8. dubna 1894)
- 1846 – Rose Clevelandová, sestra 22. prezidenta USA Grovera Clevelanda, první dáma USA († 22. listopadu 1918)
- 1851 – Anton Haus, rakousko-uherský velkoadmirál († 8. února 1917)
- 1854 – Charles Algernon Parsons, irský vynálezce a technik († 11. února 1931)
- 1863 – Lucy Duff-Gordonová, britská módní návrhářka († 21. dubna 1935)
- 1864 – Rudolf Kjellén, švédský geopolitik († 14. listopadu 1922)
- 1865 – William Butler Yeats, anglicky píšící irský básník, dramatik a esejista, nositel Nobelovy ceny († 28. ledna 1939)
- 1866 – Jakub Beer, velmistr řádu křižovníků s červenou hvězdou a politik (* 16. února 1796)
- 1870 – Jules Bordet, belgický imunolog a mikrobiolog († 1961)
- 1875 – Paul Neumann, rakouský plavec, lékař, olympijský vítěz († 9. února 1932)
- 1877 – Alfred Brunswig, německý filosof († 22. června 1929)
- 1880 – Alfred Schirokauer, německý právník, spisovatel, scenárista a filmový režisér († 27. října 1934)
- 1884
  - Burrill Bernard Crohn, americký lékař († 29. července 1983)
  - Anton Drexler, německý politik, předseda nacistické strany NSDAP († 24. března 1942)
  - Gerald Gardner, anglický úředník, antropolog, spisovatel a okultista († 12. února 1964)
  - Étienne Gilson, francouzský filozof († 19. září 1978)
  - Leon Chwistek, polský malíř, filosof, matematik a teoretik umění († 20. srpna 1944)
- 1888 – Fernando Pessoa, portugalský spisovatel a básník († 1935)
- 1889 – Adolphe Pégoud, francouzské letecké eso († 31. srpna 1915)
- 1893 – Dorothy L. Sayersová, anglická spisovatelka († 17. prosince 1957)
- 1894
  - Leo Kanner, americký dětský psychiatr († 3. dubna 1981)
  - Jacques Henri Lartigue, francouzský fotograf a malíř († 12. září 1986)
- 1897 – Paavo Nurmi, finský běžec na středních a dlouhých tratích, olympijský vítěz († 2. října 1973)
- 1900 – Měrćin Nowak-Njechorński, lužickosrbský malíř a spisovatel († 6. července 1990)
- 1901 – Tage Erlander, předseda švédské vlády (1946–1969) († 21. června 1985)
- 1908 – Maria Helena Vieira da Silva, portugalská malířka († 6. března 1992)
- 1911 – Luis Walter Alvarez, americký fyzik španělského původu († 1. září 1988)
- 1915 – Don Budge, americký tenista († 26. ledna 2000)
- 1917 – Augusto Roa Bastos, paraguayský spisovatel († 26. dubna 2005)
- 1918 – Rita Schober, německá romanistka († 26. prosince 2012)
- 1926 – Jérôme Lejeune, francouzský lékař a genetik († 3. dubna 1994)
- 1928
  - John Forbes Nash, americký matematik († 23. května 2015)
  - Giacomo Biffi, italský kněz, kardinál († 11. července 2015)
- 1929 – Ralph McQuarrie, americký konceptuální designér a ilustrátor, tvůrce filmových efektů († 3. března 2012)Chris Evans (* 1981)

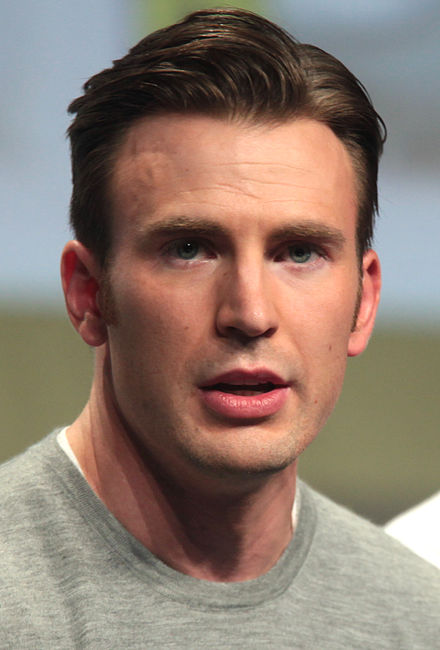
Chris Evans (* 1981)

- 1930 – Ryszard Kukliński, polský voják a špion († 2004)
- 1931 – Irvin Yalom, americký psycholog a spisovatel
- 1934
  - Vitalij Hubarenko, ukrajinský hudební skladatel († 5. dubna 2000)
  - Uriel Jones, americký bubeník († 24. března 2009)
- 1935 – Christo a Jeanne-Claude, bulharsko-francouzský manželský pár, výtvarníci (Jeanne-Claude † 18. listopadu 2009)
- 1936 – Michel Jazy, dvojnásobný mistr Evropy ve vytrvalostním běhu († 1. února 2024)
- 1937 – Frank Strozier, americký jazzový saxofonista
- 1938 – Elo Havetta, slovenský režisér († 3. února 1975)
- 1940

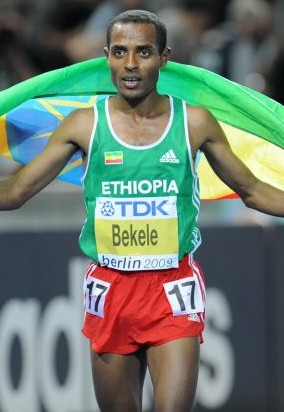
Kenenisa Bekele (* 1982)

  - Kenenisa Bekele (* 1982)Dallas Long, americký atlet, olympijský vítěz ve vrhu koulí
  - Gojko Mitič, německý herec, scenárista a režisér srbského původu
- 1941 – Marv Tarplin, americký soulový kytarista a skladatel († 30. září 2011)
- 1943
  - Malcolm McDowell, britský herec
  - Edward Skorek, polský volejbalista
- 1944
  - Franz Caramelle, rakouský kunsthistorik
  - Pan Ki-mun, generální tajemník OSN
- 1945 – Ronald John Grabe, americký kosmonaut
- 1946
  - Paul Modrich, americký chemik, Nobelova cena za chemii 2015
  - Cristina Hoyosová, španělská tanečnice flamenca, choreografka a herečka
- 1949 – Thierry Sabine, francouzský automobilový závodník, zakladatel Rallye Paříž – Dakar († 14. ledna 1986)

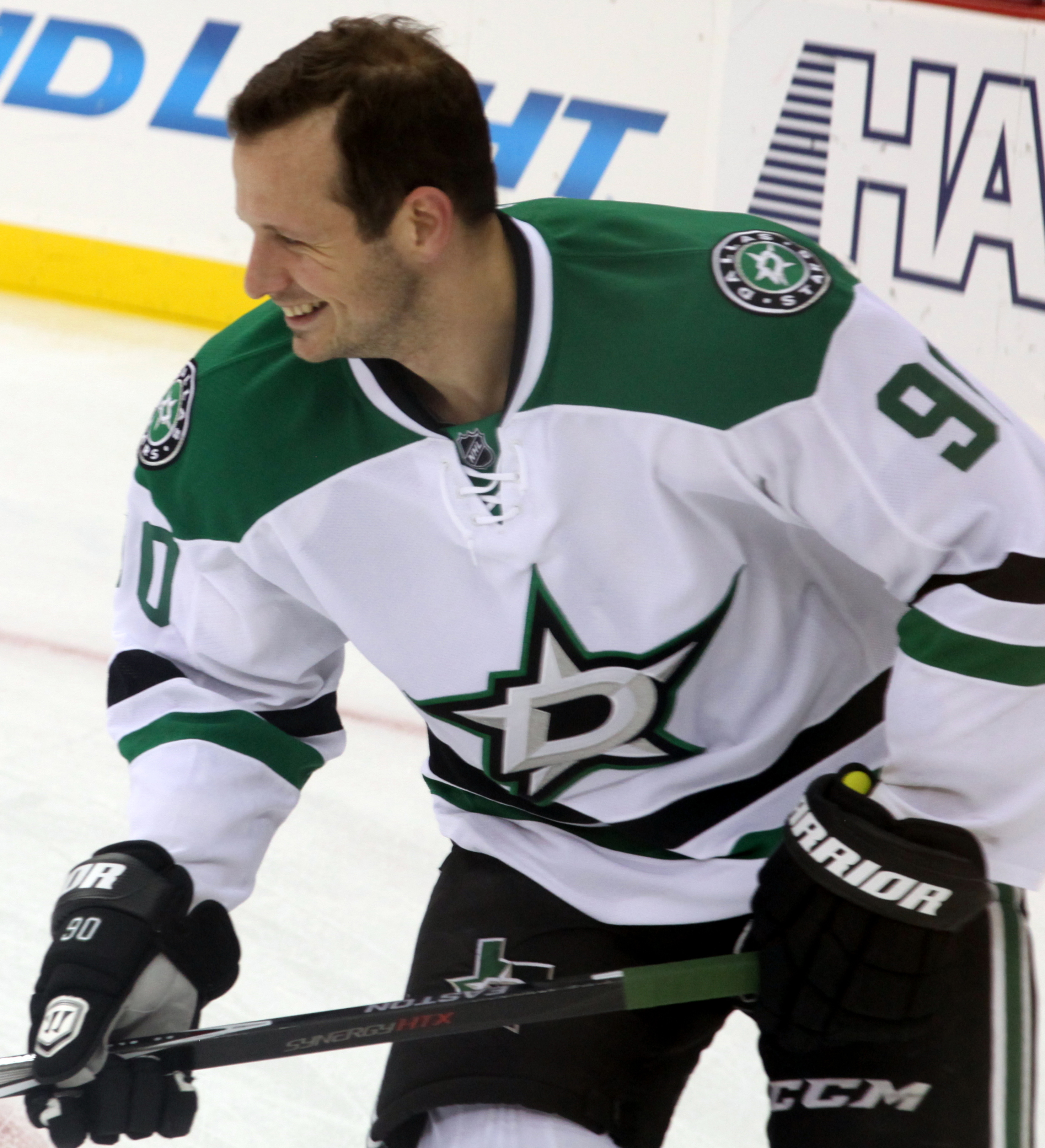
Jason Spezza (* 1983)

- Jason Spezza (* 1983)1951 – Stellan Skarsgård, švédsko-americký herec
- 1953
  - Tim Allen, americký komik, herec a bavič
  - Greg Cohen, americký jazzový kontrabasista
- 1954
  - Andrzej Lepper, polský politik a odborář, zakladatel strany Sebeobrana Polské republiky († 5. srpna 2011)
  - Vilis Krištopans, premiér Lotyšska
  - Antonina Krzysztoń, polská písničkářka, hudební skladatelka a textařka
- 1955
  - Alan Hansen, skotský fotbalista
  - Ziva Kunda, americká profesorka sociální psychologie († 24. února 2004)
- 1956 – Jurik Vardanjan, arménský vzpěrač reprezentující Sovětský svaz († 1. listopadu 2018)
- 1957 – Rinat Dasajev, sovětský fotbalový brankář
- 1958 – Sergej Makoveckij, ruský herec
- 1966 – Grigorij Perelman, ruský matematik
- 1970 – Alexander Pschill, rakouský herec
- 1979 – Peter Čvirik, slovenský fotbalista
- 1980
  - Florent Malouda, francouzský fotbalista
  - Christopher Kas, německý profesionální tenista
- 1981
  - Chris Evans, americký herec a režisér
  - Petr Sergejevič Lovigin, ruský fotograf, režisér a spisovatel
- 1982 – Kenenisa Bekele, etiopský vytrvalostní běžec
- 1983
  - Jason Spezza, kanadský lední hokejista
  - Jana Dukátová, slovenská vodní slalomářka, kajakářka a kanoistka
- 1984 – Antje Möldnerová-Schmidtová, německá atletka, běžkyně
- 1985 – Aron Modig, švédský politik
- 1986
  - Akihiro Ienaga, japonský fotbalista
  - Keisuke Honda, japonský fotbalista
  - Mary-Kate Olsen a Ashley Olsen, americké herečky
  - Kat Denningsová, americká herečka
- 1987
  - Alizée Dufraisse, francouzská sportovní lezkyně
  - Marcin Lewandowski, polský atlet, běžec
  - Eva Rivas, rusko-arménská zpěvačka
- 1988
  - Filip Hlohovský, slovenský fotbalový záložník
  - Kerttu Niskanen, finská běžkyně na lyžích
- 1989
  - Andreas Samaris, řecký fotbalový záložník
  - Ryan McDonagh, americký hokejový obránce
- 1990
  - Mateusz Klich, polský fotbalový záložník
  - Aaron Taylor-Johnson, anglický herec
- 1991
  - Will Claye, americký atlet, trojskokan
  - Katie Nageotteová, americká skokanka o tyči, olympijská vítězka
- 1992 – Semi Radradra, fidžijský ragbista
- 1993 – Denis Ten, kazašský krasobruslař († 19. července 2018)
- 1995 – Petra Vlhová, slovenská sjezdová lyžařka
- 2000 – Penny Oleksiaková, americká plavkyně

## Úmrtí

### Česko

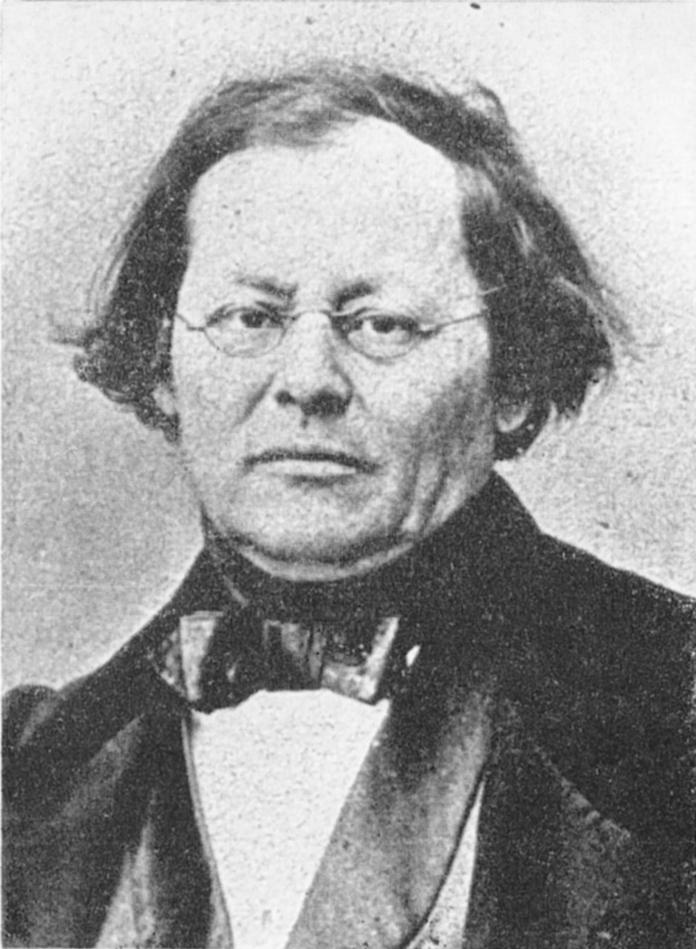
Josef Škoda († 1881)

- 1787 – Josef Bárta, hudební skladatel (* 1744)
- 1869 – Moric Fialka, český důstojník a překladatel (* 30. října 1809)
- 1881 – Josef Škoda, lékař dermatolog a vysokoškolský profesor (* 10. prosince 1805)
- 1889 – Klementina Kalašová, operní pěvkyně, mezzosopranistka (* 9. září 1850)
- 1926 – Gottfried Lindauer, novozélandský malíř českého původu (* 5. ledna 1839)
- 1934 – Alois Dostál, římskokatolický kněz a spisovatel (* 2. července 1858)
- 1945 – František Kloz, československý fotbalový reprezentant (* 19. května 1905)
- 1953 – Rudolf Ludmila, malíř (* 16. prosince 1872)
- 1957
  - Antonín Ausobský, český architekt (* 13. června 1885)
  - Joe Hloucha, japanolog, spisovatel, cestovatel a sběratel (* 4. září 1881)
- 1961 – Karel Engliš, ekonom a politik (* 17. srpna 1880)
- 1973 – František Suchý Pražský, hudební skladatel a spisovatel; sběratel a upravovatel lidových písní (* 21. dubna 1891)
- 1994 – Gerta Pospíšilová, historička, překladatelka z angličtiny (* 29. srpna 1918)
- 2000 – Alois Jedlička, bohemista (* 20. června 1912)
- 2003 – Michal Hrdý, český karikaturista (* 5. července 1959)
- 2011 – Mojmír Stránský, český konstruktér a vynálezce (* 29. června 1924)
- 2012 – Josef Nálepa, český umělec a sportovec medailér, kreslíř, sochař (* 16. ledna 1936)
- 2015 – Jiří Dunovský, český pediatr (* 16. dubna 1930)
- 2019 – Jiří Pospíšil, československý basketbalista (* 9. září 1950)

### Svět

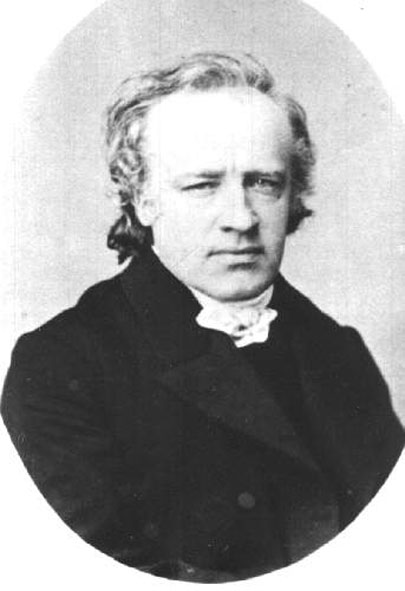
Heinrich Louis d'Arrest († 1875)

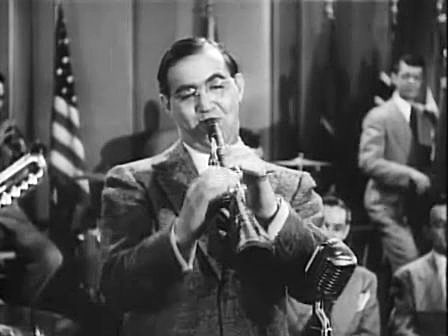
Benny Goodman († 1986)

- 1231 – Antonín z Padovy, portugalský františkánský mnich, teolog, světec a učitel církve (* 1195)
- 1347 – Juan Manuel, španělský šlechtic a spisovatel, infant kastilský (* 5. května 1282)
- 1584 – Johannes Sambucus, slovenský básník, lékař a polyhistor (* 30. července 1531)
- 1676 – Jindřiška Adéla Marie Savojská, savojská princezna a manželka bavorského kurfiřta Ferdinanda Maria Bavorského (* 6. listopadu 1636)
- 1783 – Adam František Kollár, slovenský spisovatel, historik a knihovník (* 15. dubna 1718)
- 1810 – Johann Gottfried Seume, německý spisovatel a básník (* 29. ledna 1763)
- 1850 – Juraj Palkovič, slovenský spisovatel (* 1769)
- 1861 – Henry Gray, anglický anatom a vědec (* 1827)
- 1872 – Daniel Weisiger Adams, generál konfederační armády během Americké občanské války (* 1. května 1821)
- 1877 – Ludvík III. Hesensko-Darmstadtský, hesenský velkovévoda (* 9. června 1806)
- 1884 – Jan Arnošt Smoler, lužickosrbský spisovatel (* 3. března 1816)
- 1886 – Ludvík II. Bavorský, bavorský král (* 25. srpna 1845)
- 1890 – Johann Voldemar Jannsen, estonský básník a spisovatel (* 16. května 1819)
- 1895 – Konrad Fiedler, německý teoretik umění (* 23. září 1841)
- 1905 – Josef Karel Ludvík Habsbursko-Lotrinský, rakouský arcivévoda (* 2. března 1833)
- 1913 – Camille Lemonnier, belgický spisovatel (* 24. března 1844)
- 1918 – Michail Alexandrovič, čtvrtý syn cara Alexandra III. (* 4. prosince 1878)
- 1926
  - Nikolaj Čcheidze, gruzínský politik (* 1864)
  - Matúš Dula, slovenský politik (* 28. června 1846)
- 1928 – Wolfgang Graeser, německý matematik a hudební analytik (* 7. září 1906)
- 1934 – Charlie Gardiner, hokejový brankář skotského původu (* 31. prosince 1904)
- 1938 – Charles Edouard Guillaume, francouzsko-švýcarský fyzik, nositel Nobelovy ceny (* 15. února 1861)
- 1943 – Kočo Racin, makedonský básník (* 22. prosince 1908)
- 1947 – Slavko Kvaternik, chorvatský zakladatel ustašovského hnutí (* 25. srpna 1878)
- 1951 – Ben Chifley, premiér Austrálie (* 22. září 1885)
- 1953 – John Stepan Zamecnik, americký skladatel a dirigent (* 14. května 1872)
- 1954 – Esther Kreitman, autorka románů a povídek v jazyce jidiš (* 31. března 1891)
- 1957 – Irving Baxter, americký atlet, dvojnásobný olympijský vítěz 1900 (* 25. března 1876)
- 1958 – Moisej Salomonovič Nappelbaum, ruský fotograf (* 26. prosince 1869)
- 1960 – Kenneth McArthur, jihoafrický atlet, olympijský vítěz v maratonu (* 10. února 1881)
- 1965 – Martin Buber, izraelský filozof, sociolog a pedagog (* 1878)
- 1967 – Gerald Patterson, australský tenista (* 17. prosince 1895)
- 1971 – Richmond Landon, americký olympijský vítěz ve skoku do výšky 1920 (* 20. listopadu 1898)
- 1973 – Ľudovít Benada, předseda Slovenské národní rady (* 23. srpna 1899)
- 1977 – Tor Bergeron, švédský meteorolog (* 15. srpen 1891)
- 1986
  - Dean Reed, americký zpěvák, písničkář, herec, režisér, scenárista a politický aktivista (* 22. září 1938)
  - Benny Goodman, „Král swingu“ (* 30. května 1909)
- 1987 – Geraldine Page, americká divadelní a filmová herečka (* 22. listopadu 1924)
- 1992 – Pumpuang Duangjan, thajská zpěvačka (* 4. srpna 1961)
- 1993 – Donald Slayton, americký astronaut (* 1924)
- 1997 – Zoran Polič, slovinský právník a politik (* 20. prosince 1912)
- 1998 – Birger Ruud, norský lyžař, olympijský vítěz (* 23. srpna 1911)
- 2005
  - Álvaro Cunhal, portugalský politik a spisovatel (* 10. listopadu 1913)
  - Joan Abse, anglická historička umění (* 11. září 1926)
  - David Diamond, americký hudební skladatel (* 9. července 1915)
- 2006 – Charles Haughey, premiér Irska (* 16. září 1925)
- 2007 – Oskar Moravec, kanadský hudební skladatel českého původu (* 17. ledna 1917)
- 2012
  - Roger Garaudy, francouzský filosof (* 17. července 1913)
  - Graeme Bell, australský klavírista, hudební skladatel a kapelník (* 7. září 1914)
  - William Standish Knowles, americký chemik, Nobelova cena za chemii 2001 (* 1. června 1917)
- 2013
  - Sam Most, americký flétnista a saxofonista (* 16. prosince 1930)
  - Oleg Malevič, ruský básník a překladatel (* 24. června 1928)
- 2014 – Gyula Grosics, maďarský fotbalista (* 4. února 1926)
- 2023 – Cormac McCarthy, americký spisovatel a scenárista (* 20. července 1933)

## Svátky

### Česko
- Antonín, Antal
- Ezra
- Genadij
- Tobiáš

### Svět
- Mezinárodní den povědomí o albínismu
- Jemen: Den reforem

### Liturgický kalendář
- Sv. Antonín z Padovy

## Pranostiky

### Česko
- Na svatý Antonín len zasít neprodlím.
- Svatý Antonín pevně veslo třímá, často na něj hřímá.
- Na svatého Antonína broušení kos započíná.

| 13. červen v pražském KlementinuÚdaje jsou platné k 29. 4. 2025. | 13. červen v pražském KlementinuÚdaje jsou platné k 29. 4. 2025. | 13. červen v pražském KlementinuÚdaje jsou platné k 29. 4. 2025. |
| minimum                                                          | denní průměr                                                     | maximum                                                          |
| ---------------------------------------------------------------- | ---------------------------------------------------------------- | ---------------------------------------------------------------- |
| 7,2 °C (1947)                                                    | 18,2 °C (od 1961)                                                | 33,2 °C (1964)                                                   |